# زن نازنین
زن نازنین (فرانسوی: Une femme douce‎) یک فیلم درام فرانسوی به کارگردانی روبر برسون است که در سال ۱۹۶۹ منتشر شد. از بازیگران آن می‌توان به کلود اولیه و دومنیک سندا اشاره کرد. این فیلم که اولین فیلم رنگی روبر برسون محسوب می‌شود، بر اساس داستان کوتاهی از فیودور داستایفسکی ساخته شده است.